# Tanju Okan
Tanju Okan (n. 27 august 1938, İzmir, İzmir, Turcia – d. 23 mai 1996, İzmir, İzmir, Turcia) a fost un cântăreț turc.